# Nokia C5-03
Nokia C5-03 - смартфон від фінської корпорації Nokia на базі операційної системи Symbian. Прилад виконаний у формфакторі моноблока і оснащується сенсорним 3,2-дюймовим дисплеєм з роздільною здатністю 640x360 пікселів, виконаним на базі резистивної технології, який займає майже всю лицьову панель смартфона.

## Дизайн
Розміри:
- Розмір: 105,8 x 51 x 13,8 мм
- Вага (з акумулятором): 93 г
- Об'єм: 65 см³

Дисплей та інтерфейс користувача:
- Розмір екрану: 3.2"
- Роздільна здатність: 640 × 360 пікселів (nHD)
- До 16 млн кольорів
- Резистивний сенсорний дисплей

Кольори:
- Чорний графіт / Чорний графіт
- Чорний графіт / Зелений лайм
- Чорний графіт / Синій бензин
- Чорний графіт / Сірий алюміній
- Чорний графіт / Бузковий
- Чорний графіт / Жовтогарячий
- Білий / Бузковий
- Білий / Сірий алюміній
- Білий / Синій бензин
- Білий / Зелений лайм
- Білий / Чорний графіт
- Білий / Жовтогарячий
- Чорний / Illuvial чорний
- Illuvial білий

Клавіатура та способи введення:
- Клавіша головного екрану
- Клавіші надсилання, завершення та живлення
- Клавіша гучності
- Блокування як механічною кнопкою, так і одним дотиком (на дисплеї)
- Сенсорний дисплей із підтримкою QWERTY і стилуса

## Обладнання
Передача даних:
- GPRS/EDGE class B, multislot class 32, максимальна швидкість 296/ 177,6 Кбіт/с (прийом/віддача)
- HSDPA кат. 9 із максимальною швидкістю до 10,2 Мбіт/с
- HSUPA кат. 5 із максимальною швидкістю до 2 Мбіт/с

Живлення:
- Акумулятор BL-4U 1 000 мА/год
- Тривалість роботи в режимі розмови:
  - Мережа 2G: 11,5 годин
  - Мережа 3G: 4,7 годин
- Тривалість роботи в режимі очікування:
  - Мережа 2G: 25 днів
  - Мережа 3G: 24,5 днів
- Тривалість відтворення музики: 35 годин (19,5 годин із Bluetooth-гарнітурою)
- Відтворення відео: 7,5 годин (MPEG-4/nHD)

Підключення:
- Стерео Bluetooth 2.1 зі збільшеною швидкістю передачі даних
- Швидкісний порт USB 2.0 (роз'єм micro-USB)
- Заряджання через USB
- Роз'єм AV 3,5 мм
- Роз'єм для SIM
- WLAN 802.11b/g

## Програмне забезпечення
Платформа  ПЗ та інтерфейс користувача:
- ОС Symbian S60 5th Edition
- Оновлення вбудованого ПЗ через стільникову мережу (FOTA)
- Голосові кодеки: HR, FR, EFR, NB-AMR
- Голосові команди
- Оновлення програмного забезпечення

## Фото та відео
Камера:
- Камера 5 Мпікс
- 3-кратне цифрове збільшення
- Повноекранний видошукач

Кодеки та формати відео:
- MPEG-4, QVGA із частотою до 15 кадрів/с
- Формати відеофайлів: .mp4 (стандартно), .3gp (для MMS)

## Музика та звук
Музичні функції:
- Підтримка стерео Bluetooth 2.1 + EDR
- Стерео FM-радіо
- Shazam
- Музичні кодеки: .mp3, AAC, eAAC, eAAC+ і WMA
- Еквалайзер
- Швидкість передавання даних: до 256 Кбіт/с
- Підтримка DRM (цифрове управління правами): WMDRM10, OMA DRM 2.1 +F81

## Комплектація
Стандартна комплектація:
- Nokia C5-03
- Акумулятор Nokia BL-4U
- Дорожній зарядний пристрій Nokia AC-8/AC-15
- Стереогарнітура Nokia WH-102
- Кабель для підключення до комп’ютера Nokia CA-101D
- Картка пам'яті micro-SD Nokia MU-37 на 2 ГБ
- Посібник користувача
- Гарантійний талон